# Doortje
Bei dem Seenotrettungsboot (SRB) Doortje handelte es sich um ein Boot der so genannten 7-Meter-Klasse der Deutschen Gesellschaft zur Rettung Schiffbrüchiger (DGzRS). Es wurde im Jahre 1971 von der Evers-Werft in Niendorf unter der Baunummer 505 gebaut. Die interne Bezeichnung lautete KRST 12.

## Namensgebung
Bei dem Namen Doortje handelt es sich um einen friesischen Frauennamen.

## Technische Ausstattung
Das Seenotrettungsboot war mit einer Funkanlage, Fremdlenzpumpe und einer Bergungspforte ausgestattet.
Das Boot besaß wie alle „echten“ Boote der 7-m-Klasse kein Radargerät (nähere Erläuterung dazu: Kaatje).

## Stationierungen
Der erste Stationierungsort ab September 1971 war Laboe. Als die DGzRS im Jahre 1973 eine Rettungsstation in Wendtorf eröffnete, wurde die Doortje nach dort verlegt. Mit Schließung dieser Station am 25. Mai 1987 erfolgte die Verlegung nach Brunsbüttel, wo das Boot bis zur Außerdienststellung im Juni 1988 eingesetzt war.
Die Doortje wurde nach dem aktiven Dienst bei der DGzRS an die Schule Schloss Salem am Bodensee verkauft, die das Boot unter dem Namen Kurt Hahn in Kooperation mit der DLRG als Motorrettungsboot betrieb. Es lag im Hafen „Spetzgart“. Im Jahre 2001 ging es in private Hand über und wird in Nordrhein-Westfalen restauriert.